# Абруд
Абруд (рум. Abrud, мађ. Abrudbánya) град је у Румунији, у средишњем делу земље, у историјској покрајини Трансилванија. Абруд је важан град у округу Алба.

## Географија
Град Абруд налази се на граници историјских покрајина Трансилваније и Кришане, око 125 km југозападно до Клужа, најближег већег града.
Абруд се налази у горњем делу тока реке Караш, на приближно 630 метара надморске висине. ГРад се налази у невеликој долини унутар горја Бихор, тачније планине Гијна и Металифери.

## Историја
Према државном шематизму православног клира Угарске, 1846. године у месту "Абрудбанија" је било пет свештеника. Један од њих је био поп Дионизије Адамовић. Број православних породица износио је 403.
За "Абрудфалву центар" је записано да 1846. године има 396 породица и само једног свештеника Апсолона Поповића.

## Становништво
У односу на попис из 2002, број становника на попису из 2011. се смањио.
| 1966. | 1977. | 1992. | 2002. | 2011. |
| ----- | ----- | ----- | ----- | ----- |
| 5.150 | 5.315 | 6.729 | 6.803 | 5.072 |

Матични Румуни чине већину (98%) градског становништва Абруда, а од мањина присутни су Роми.

## Галерија слика
- Градска католичка црква
- Стара слика Абруда
- Средиште Абруда